# Hipertrigliceridemija
V medicini hipertrigliceridemija označuje visoko (hiper-) stopnjo trigliceridov v krvi. Povezana je z nastankom ateroskleroze, tudi brez visokih stopenj holesterola (hiperholesterolemija). V zelo visokih koncentracijah lahko povzroči tudi pankreatitis.
Povezan izraz je "hipergliceridemija", ki označuje visoko stopnjo vseh gliceridov, vključno z monogliceridi, digliceridi in trigliceridi.

## Vzroki
- Idiopatski
- Debelost
- Veliko sladkorjev v prehrani
- Preveliko uživanje alkoholnih pijač
- Nefrotični sindrom
- Genetska predispozicija
- Nekatera zdravila
- Hipotiroidizem

## Zdravljenje
Zdravljenje hipertrigliceridemije je možno z dieto, v težjih primerih pa tudi z zdravili. Pri dieti gre za omejitev vnosa ogljikovih hidratov in maščob, pri zdravilih pa gre za niacin, fibrate in statin.  Povečano uživanje ribjega olja lahko občutno zmanjša stopnjo trigliceridov.
Slovenski odbor za lipide svetuje naslednjo dieto pri hipertrigliceridemiji:
| Vrsta hrane             | dovoljeno | prepovedano |
| ----------------------- | --- | --- |
| mleko in mlečni izdelki | posneto mleko, jogurt, svež kravji sir, kislo kravje mleko | surovo maslo, polnomastno mleko, smetana, kajmak, polnomastni siri, stepena sladka smetana                                                                                  |
| meso in mesni izdelki   | meso perutnine brez kože, ribe, predvsem plave morske, junčevina, govedina, teletina, kuhana jagnjetina, divjačina, sardine v olju, a odcejene, 1-3 jajca na teden, beljakov tudi več                                   | mastno, predvsem svinjsko meso, možgani, jetra, paštete, vsi izdelki iz svinjskega mesa (šunka, ocvirki, slanina, klobase ipd.)                                             |
| zelenjava               | sveže in kislo zelje, ohrovt, blitva, cvetača, koleraba, bučke, grah, špinača, stročji fižol, bob, beluši, por, rdeča in bela čebula, rdeča pesa, paradižnik, paprika, kumare, zelena solata, radič, motovilec, korenje | krompir, riž in testenine največ 2- do 3-krat na teden v manjših količinah; tedaj pri obroku ne jemo kruha                                                                  |
| sadje                   | jabolka, hruške, višnje, slive, pomaranče, grenivke, mandarine, maline, robide, ribez, borovnice, limone, jagode | grozdje, banane, rozine, dinje, lubenice, fige, suho in kandirano sadje, lešniki, dateljni, češnje, orehi, mandeljni, vse vrste kompotov s sladkorjem, sladko tropsko sadje |
| pijače                  | črna kava in čaj z umetnim sladilom ali brez sladkorja, mineralna voda, vsi sadni sokovi brez sladkorja | vsi sokovi z dodanim sladkorjem, vse alkoholne pijače: vino, pivo, žgane pijače, likerji; kokakola in podobne pijače, kakav in vroča čokolada                               |
| kruh in pecivo          | črni, polnozrnati, grahamov, vendar največ 2 rezini ali 2 manjša kosa peciva na dan; če vsebuje obrok krompir, riž ali testenine, kruha ne jemo                                                                         | beli kruh, pecivo, listnato testo, čips, smoki, slane paličice, krompirjevo testo na katerikoli način                                                                       |
| slaščice                | marmelada za diabetike v manjših količinah | pecivo vseh vrst, torte, piškoti, čokolada, bonboni vseh vrst, med in sladkor v vseh oblikah, sladoled, palačinke, cvrtje ipd.                                              |
| začimbe                 | sol, poper, gorčica, kis, kumina, timijan, bazilika, origano in vsa druga zelišča | |